# Volkswagen New Beetle
La Volkswagen New Beetle (Typ 9C) è un'autovettura prodotta dalla casa automobilistica tedesca Volkswagen dal 1997 al 2012.

## Il contesto
La New Beetle nasce dall'idea di rievocare il celebre Maggiolino, reinterpretandone in chiave moderna le sue linee.

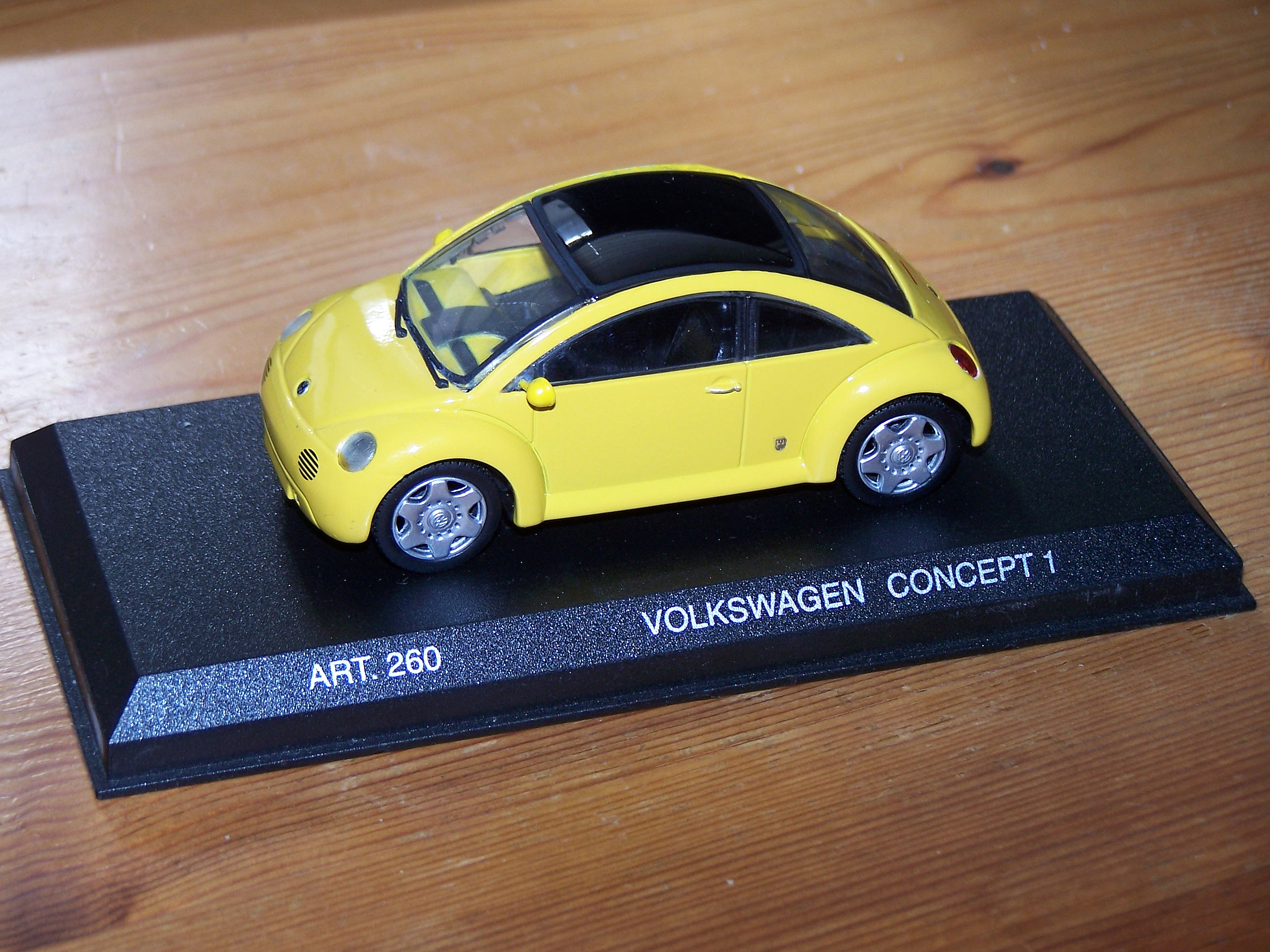
Modellino della Concept One

In particolare l'idea della New Beetle proviene dai designer J Mays e Thomas (quest'ultimo designer anche dell'Audi TT), in forze al Centro stile aperto dalla Volkswagen in California nei primi anni novanta.
La filiale americana della Volkswagen accusa delle vendite in costante calo fin dagli anni settanta.
Infatti diversamente da quanto accaduto in Europa con la Golf, in America nessun modello ha saputo rimpiazzare il vecchio Maggiolino. L'idea di riprenderne la forma del Maggiolino originale in un modello tutto nuovo venne realizzata da Mays e Thomas con dei primi modelli in scala di nascosto, rivelando le loro intenzioni solo al responsabile del design Volkswagen, Warkuss.
Solo quando nel 1993 il prototipo è finalmente pronto, i due designer si decidono a presentarlo alla dirigenza Volkswagen. 
Nel 1994 venne presentata la Concept One caratterizza da tre archi di cerchio perfetti e un cofano tondeggiante, che unisce la forma base del Maggiolino. Non si tratta quindi di un "retrò" copia fedele del passato, bensì di un'interpretazione futuribile della sagoma del Maggiolino.
Il prototipo suscita la reazioni della stampa e del pubblico, il Concept One diventa uno dei protagonista del Salone dell'automobile di Detroit; nonostante l'iniziale resistenza, la Volkswagen decide di sviluppare la New Beetle. Gli ingegneri di Wolfsburg decisero di adattare lo stile del prototipo alla meccanica della Golf IV, unico modo per consentire una produzione in serie.
L'auto è pronta solo nel 1997, e viene prodotta nello stesso stabilimento a Puebla (in Messico) dove fino al 2003 viene ancora prodotto il vecchio Maggiolino.

## Storia
Alla fine del 1998 la New Beetle viene venduta anche in Europa e dall'aprile 1999 anche per l'Italia.

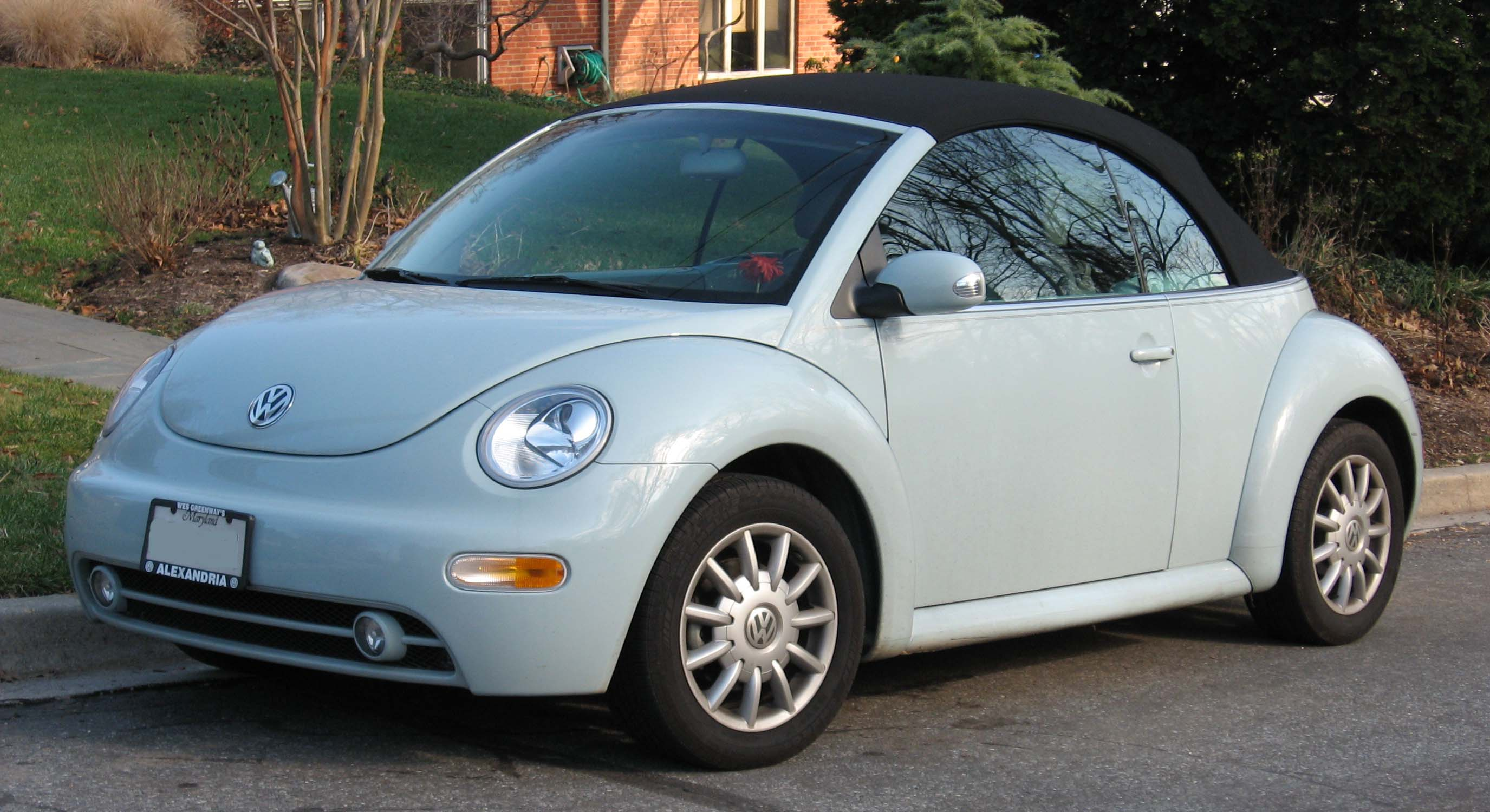
La versione cabriolet

La New Beetle non ha avuto un successo paragonabile a quello ottenuto negli Stati Uniti (eccettuato al lancio che portò a vendere in poche settimane tutte le vetture destinate all'Italia per l'annata 1999); successo che, in tempi successivi, hanno avuto altri costruttori applicando formula simile: Mini e Fiat con la nuova 500, auto realizzate appositamente per il pubblico europeo. Oltretutto, a parità di dimensioni con la Golf, la New Beetle ha solo tre porte e ha interni meno spaziosi.
Dell'originale modello anni quaranta la New Beetle conserva solo l'impostazione estetica generale, dato che la meccanica, d'origine Golf IV, prevede soluzioni come la trazione anteriore ed il motore con raffreddamento a liquido, posizionato davanti.
Anche gli interni, originali e colorati, sono lontani dall'austera spartanità dell'originale Maggiolino.
Come il pianale e l'intera meccanica, anche i motori provenivano dalla Golf e, più in generale, dalle altre vetture della casa di Wolfsburg.

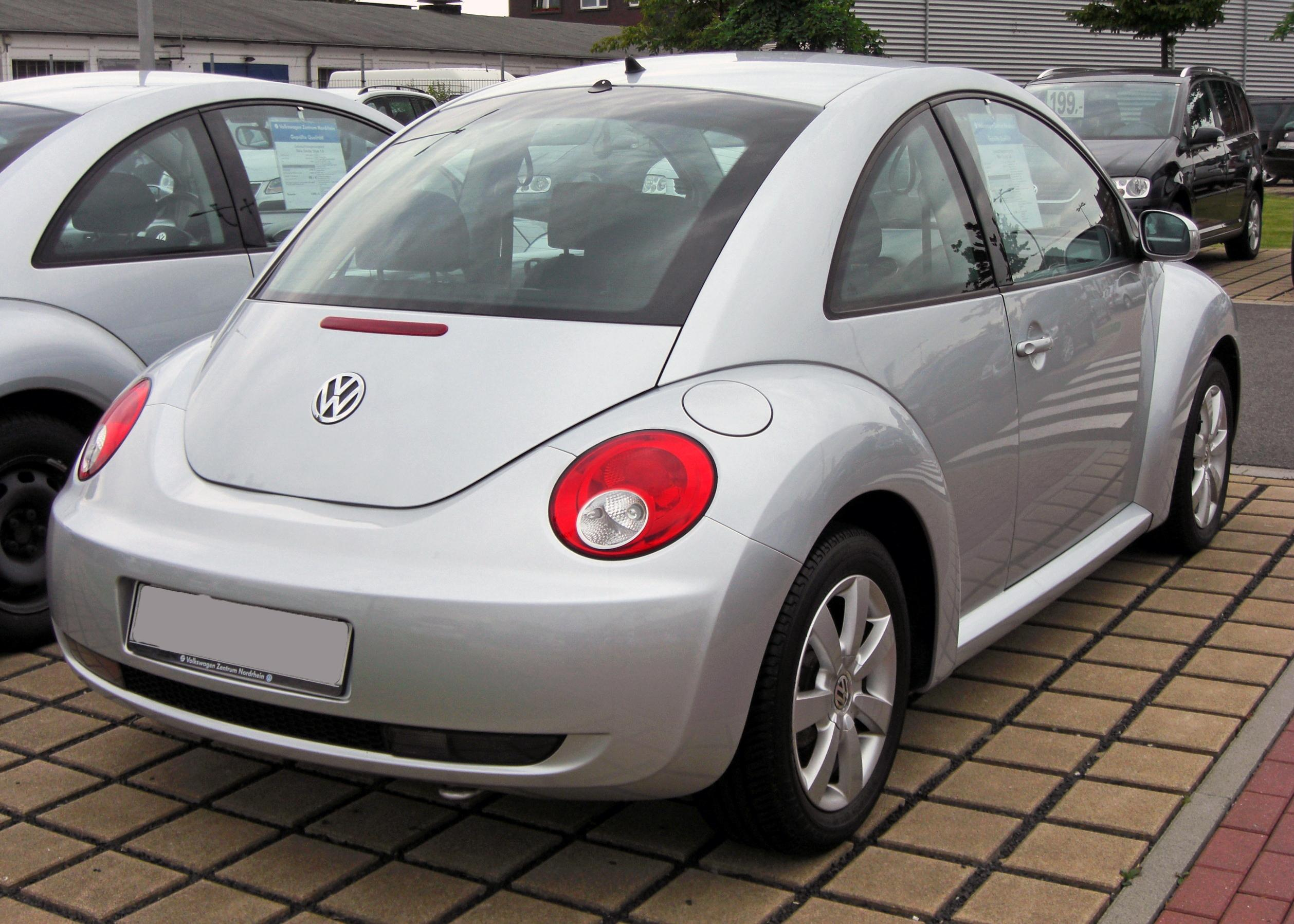
Restyling 2005 sul posteriore

Al momento del debutto erano disponibili due unità a benzina e una turbodiesel a iniezione diretta. Le prime erano rappresentate da un 4 cilindri in linea 8 valvole aspirato di 1984 cm³ da 115 CV e da un 4 cilindri 20 valvole di 1781 cm³ turbocompresso da 150 CV. Il propulsore a gasolio era il noto 4 cilindri di 1896 cm³ da 90 CV.

## Evoluzione

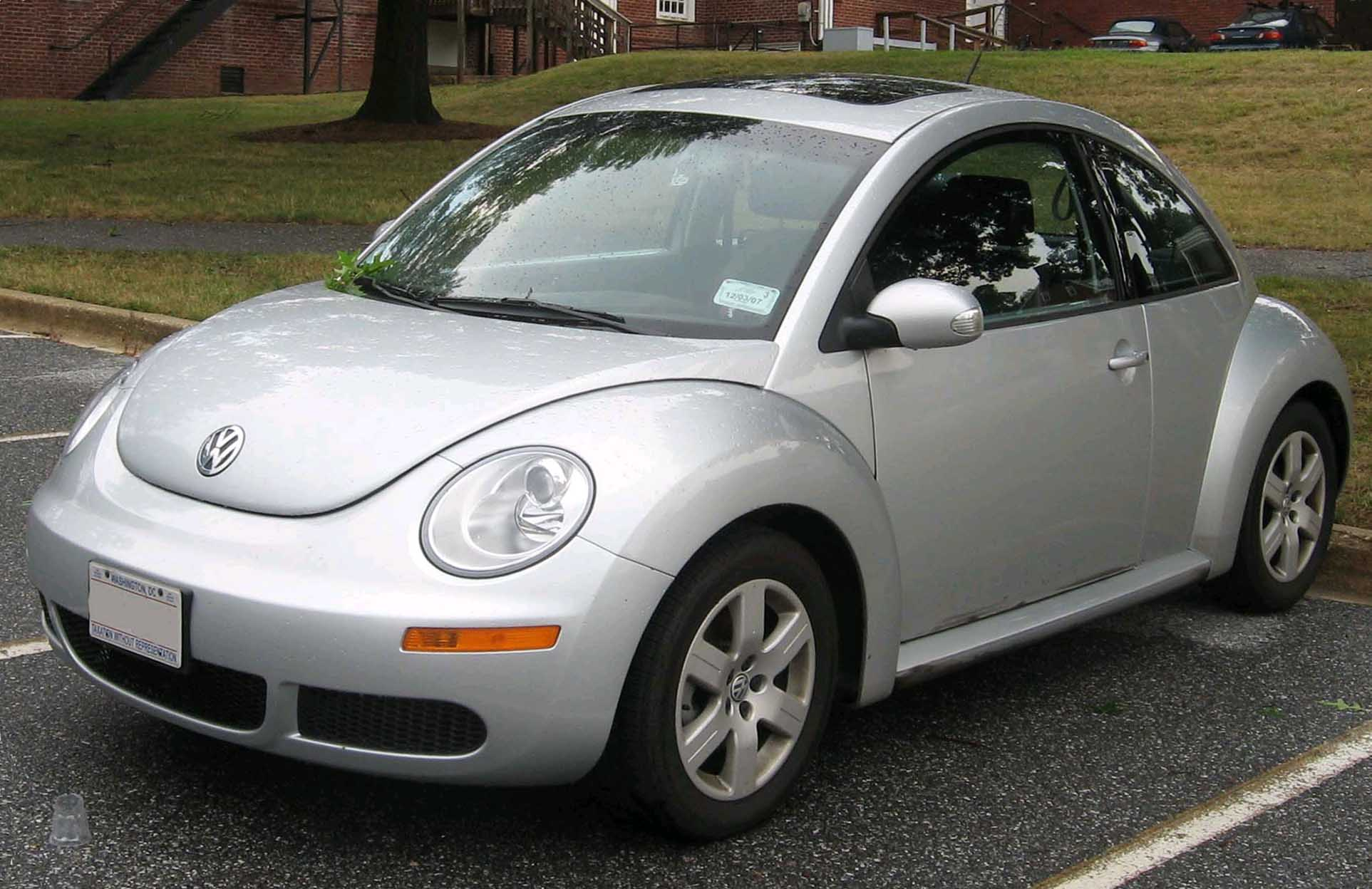
Restyling 2005

Nel 2003 la Volkswagen, contemporaneamente al lancio della versione cabriolet, ristilizzò anche la versione chiusa con piccoli aggiornamenti di dettaglio come le frecce integrate negli specchietti.
Un restyling vero e proprio, comprendente paraurti e gruppi ottici, avvenne nel 2005.
La versione base (in Italia solo la cabriolet) adottò un 4 cilindri 8 valvole di 1,4 litri da 75 CV, mentre, al centro della gamma, comparve un 1600 (sempre monoalbero 8 valvole) da 101 CV. Il diesel di 1,9 litri, inoltre, venne potenziato a 105 CV. Invariati il 2.0 aspirato ed il 1.8 Turbo a benzina.
Nel 2007 viene introdotta la versione cabriolet "Limited Red Edition" che ha di serie abbinava la cappotta rosso granata e i rivestimenti dei sedili in pelle rosso bordeaux, colori Nero Perla, Bianco Perla e Beige con cerchi "Sarasota 17" e sensori di parcheggio, motori 1.6, 1.8T, 1.9 TDI, 2.0. Su richiesta si potevano avere anche la verniciatura di colore Grigio, Nero e Argento, i rivestimenti dei sedili in pelle beige, nera o rosso bordeaux con la particolare cappotta rossa granata, ma questi equipaggiamenti erano optional..

### Sicurezza
Per quanto riguarda la sicurezza automobilistica, al lancio negli Stati Uniti la New Beetle risulta essere l'auto più sicura in assoluto nei crash test frontali. In Europa la New Beetle è stata sottoposta ai crash test dell'EuroNCAP nel 2000 ottenendo il punteggio di 4 stelle.

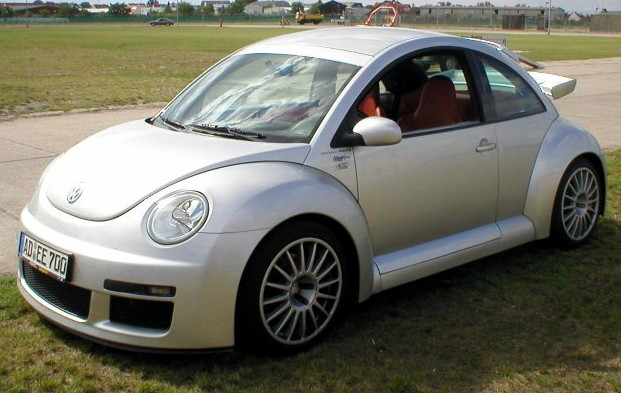
Una Volkswagen New Beetle RSI

Nel 2010 termina la produzione della prima serie in attesa della presentazione del nuovo modello.

## La New Beetle RSI
Il modello speciale RSI è stato prodotto in 250 esemplari. Monta un motore VR6 3,2 litri da 224 CV. Il cambio è a sei velocità. È dotata di un doppio terminale di scarico Remus. L'aerodinamica è stata notevolmente migliorata con l'introduzione di spoiler e il perfezionamento di tutti i paraurti e delle minigonne laterali. Monta cerchi OZ Superturismo 18×9 con gomme 235/40ZR-18. I sedili anteriori standard sono stati sostituiti con dei Recaro da competizione.

## Motorizzazioni
| Modello        | Disponibilità       | Motore  | Cilindrata (cm³) | Potenza         | Coppia Massima (Nm) | Emissioni CO2 (g/Km) | 0–100 km/h (secondi) | Velocità max (Km/h) | Consumo medio (Km/l) |
| 1.6            | dal 2000 al 2011    | Benzina | 1595             | 75 kW (102 Cv)  | 148                 | 180                  | 11.6                 | 179                 | 12.6                 |
| 1.8 T 20V      | dal 1999 al 2010    | Benzina | 1781             | 110 kW (150 Cv) | 210                 | 194                  | 8.7                  | 203                 | 11.7                 |
| 2.0            | dal debutto al 2010 | Benzina | 1984             | 85 kW (116 Cv)  | 170                 | 210                  | 10.9                 | 185                 | 10.9                 |
| 1.9 TDI        | dal debutto al 2004 | Diesel  | 1896             | 66 kW (90 Cv)   | 210                 | 178                  | 14.4                 | 168                 | 14.3                 |
| 1.9 TDI/101 Cv | dal 2000 al 2005    | Diesel  | 1896             | 74 kW (101 Cv)  | 240                 | 143                  | 12.4                 | 178                 | 18.1                 |
| 1.9 TDI/105 Cv | dal 2005 al 2011    | Diesel  | 1896             | 77 kW (105 Cv)  | 240                 | 143                  | 11.5                 | 180                 | 17.8                 |